# Bahrain International Circuit
Bahrain International Circuit (arabisch حلبة البحرين الدولية, DMG Ḥalbat al-Baḥrain ad-duwaliyya) ist der Name einer Motorsport-Rennstrecke in Bahrain, die für den 2004 erstmals ausgetragenen Bahrain-Grand-Prix der Formel 1 gebaut wurde. Sie liegt südwestlich in as-Sachir, rund 27 Kilometer vom Zentrum der Hauptstadt Manama entfernt.

## Entstehung
Der Bau der Rennanlage war in Bahrain von nationalem Interesse. Unterstützt wurde das Projekt von Scheich Salman ibn Hamad ibn Isa Al Chalifa, dem Kronprinzen von Bahrain, der ein Motorsportenthusiast ist. Gleichzeitig ist der Kronprinz auch der Präsident der Bahrain Motor Federation. Geschäftsführer des Kurses ist Martin Whitaker.

## Streckenbeschreibung

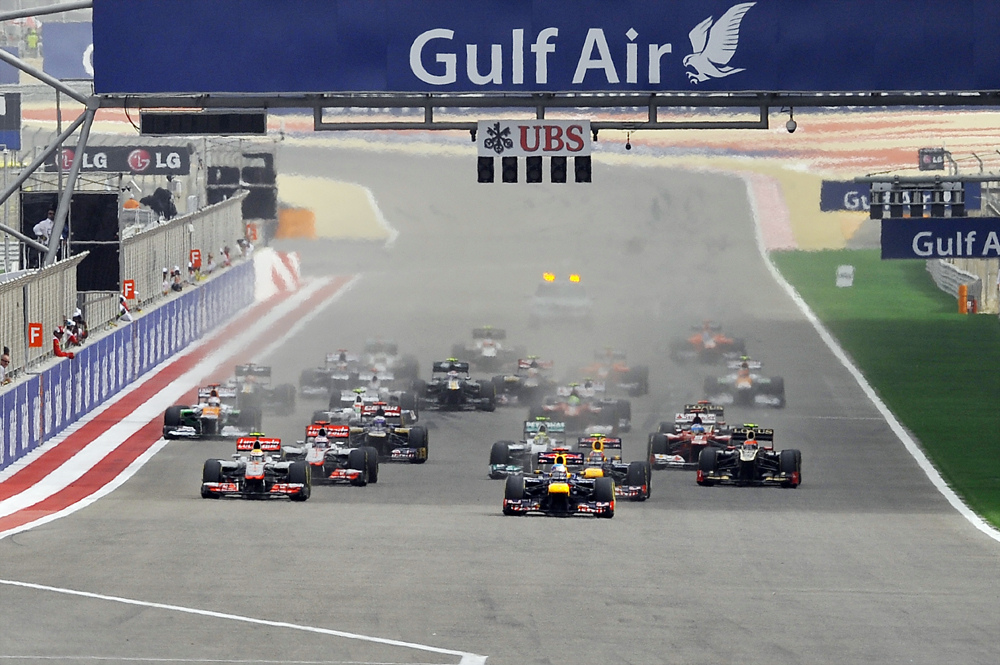
Start-/Zielgerade der Rennstrecke; zu sehen ist der Start zum Formel-1-Rennen 2012

Der Bahrain International Circuit wurde von dem deutschen Bauingenieur und Rennstreckenspezialisten Hermann Tilke geplant und entworfen. Der Bau kostete 150 Millionen Euro.
Die Länge der Rennstrecke beträgt 5,412 km. Die maximale Steigung beträgt 3,6 %, das maximale Gefälle 5,6 %. Die Start-Ziel-Gerade ist 1090 m lang, die Boxengasse 417,9 m. Die Strecke hat 14 Kurven, davon sechs Links- und acht Rechtskurven. Es gibt auch eine 3,596 km lange „Paddock“-Version, die meist für Rennen anderer Rennserien benutzt wird.
Die Formel-1-Weltmeisterschaft 2010 wurde am 14. März auf dem Bahrain International Circuit eröffnet. Bei diesem Rennen wurde wegen des 60-jährigen Jubiläums der Formel 1 das Endurance-Layout der WEC genutzt, das eine Schleife nach Kurve 4 beinhaltet, die bereits 2006 fertiggestellt wurde. Sie besteht aus einer schnellen Rechtskurve, einem Komplex aus fünf weiteren Kurven, sowie einem Linksknick und einer Haarnadelkurve, die schließlich auf die ursprüngliche Strecke zurückführt. Die Verlängerung der Strecke wurde neben der Jahresfeier auch mit dem Ansteigen der Teilnehmerzahl im Vergleich zur Vorsaison begründet.
2011 sollte allerdings wieder auf der ursprünglichen Streckenvariante gefahren werden. Im Frühjahr wurde das ursprüngliche Auftaktrennen der Saison 2011 jedoch wegen politischer Unruhen zunächst abgesagt. Auch Versuche, den Grand Prix später im Jahr doch noch stattfinden zu lassen, scheiterten. 2014 wurde die Kurve 1 in Michael-Schumacher-Kurve benannt. Außerdem startet der Große Preis von Bahrain seit dem Jahr in der Dämmerung und endet im Dunkeln. Genauso macht man es auch beim zweiten Wüstenrennen, dem Großen Preis von Abu Dhabi.
Der Große Preis von Bahrain 2020 wurde aufgrund der Coronavirus-Pandemie verschoben. Nach der Neugestaltung des F1-Kalenders fand das Rennen schließlich am 29. November statt. Eine Woche später wurde auf dem Bahrain International Circuit zweites Rennen als Großer Preis von Sachir ausgetragen. Allerdings nutzte man für den Sachir-Grand Prix eine andere Variante der Strecke, den deutlich kürzeren Outer Circuit. Dadurch wurden die bisher niedrigsten Rundenzeiten in der Geschichte der Formel 1 in Qualifying (Valtteri Bottas, 0:53,377 min) und Rennen (George Russell, 0:55,404 min) gefahren. Genau wie beim Großen Preis von Singapur fanden sowohl die Qualifikation als auch das Rennen in Sachir bei Nacht statt.
Durch die Lage der Strecke in der Wüste wird wie bei anderen Wüstenkursen auch Sand durch Windverwehungen auf der Strecke deponiert. Um dem etwas entgegenzuwirken, wird ein spezielles Spray auf den Sand um die Strecke herum aufgesprüht, gegen Eintragungen aus entfernteren Quellen ist dies jedoch keine Lösung. Im Jahr 2007 wurden allerdings die riesigen Auslaufzonen aus Sand durch eine sandfarbige Schicht aus Asphalt ersetzt, die weniger Schäden an den Fahrzeugen als die übliche Kiesschicht verursacht. Auch werden in Bahrain spezielle Luftfilter eingesetzt, um die Motoren vor dem Sand zu schützen.

## Statistik

### Formel 1
| Nr. | Jahr | Fahrer                             | Konstrukteur                       | Motor                              | Reifen                             | Zeit                               | Streckenlänge                      | Runden                             | Ø-Tempo                            | Datum                              | GP von  |
| --- | ---- | ---------------------------------- | ---------------------------------- | ---------------------------------- | ---------------------------------- | ---------------------------------- | ---------------------------------- | ---------------------------------- | ---------------------------------- | ---------------------------------- | ------- |
| 1   | 2004 | Michael Schumacher                 | Ferrari                            | Ferrari                            | B                                  | 1:28:34,875 h                      | 5,417 km                           | 57                                 | 209,143 km/h                       | 4. April                           | Bahrain |
| 2   | 2005 | Fernando Alonso                    | Renault                            | Renault                            | M                                  | 1:29:18,531 h                      | 5,417 km                           | 57                                 | 207,274 km/h                       | 3. April                           | Bahrain |
| 3   | 2006 | Fernando Alonso                    | Renault                            | Renault                            | M                                  | 1:29:46,205 h                      | 5,412 km                           | 57                                 | 206,018 km/h                       | 12. März                           | Bahrain |
| 4   | 2007 | Felipe Massa                       | Ferrari                            | Ferrari                            | B                                  | 1:33:27,515 h                      | 5,412 km                           | 57                                 | 197,887 km/h                       | 15. April                          | Bahrain |
| 5   | 2008 | Felipe Massa                       | Ferrari                            | Ferrari                            | B                                  | 1:31:06,970 h                      | 5,412 km                           | 57                                 | 202,975 km/h                       | 6. April                           | Bahrain |
| 6   | 2009 | Jenson Button                      | Brawn                              | Mercedes                           | B                                  | 1:31:48,182 h                      | 5,412 km                           | 57                                 | 201,711 km/h                       | 26. April                          | Bahrain |
| 7   | 2010 | Fernando Alonso                    | Ferrari                            | Ferrari                            | B                                  | 1:39:20,396 h                      | 6,299 km                           | 49                                 | 186,272 km/h                       | 14. März                           | Bahrain |
| –   | 2011 | wegen politischer Unruhen abgesagt | wegen politischer Unruhen abgesagt | wegen politischer Unruhen abgesagt | wegen politischer Unruhen abgesagt | wegen politischer Unruhen abgesagt | wegen politischer Unruhen abgesagt | wegen politischer Unruhen abgesagt | wegen politischer Unruhen abgesagt | wegen politischer Unruhen abgesagt | Bahrain |
| 8   | 2012 | Sebastian Vettel                   | Red Bull                           | Renault                            | P                                  | 1:35:10,990 h                      | 5,412 km                           | 57                                 | 201,143 km/h                       | 22. April                          | Bahrain |
| 9   | 2013 | Sebastian Vettel                   | Red Bull                           | Renault                            | P                                  | 1:36:00,498 h                      | 5,412 km                           | 57                                 | 192,632 km/h                       | 21. April                          | Bahrain |
| 10  | 2014 | Lewis Hamilton                     | Mercedes                           | Mercedes                           | P                                  | 1:39:42,743 h                      | 5,412 km                           | 57                                 | 185,476 km/h                       | 6. April                           | Bahrain |
| 11  | 2015 | Lewis Hamilton                     | Mercedes                           | Mercedes                           | P                                  | 1:35:05,809 h                      | 5,412 km                           | 57                                 | 186,587 km/h                       | 19. April                          | Bahrain |
| 12  | 2016 | Nico Rosberg                       | Mercedes                           | Mercedes                           | P                                  | 1:33:34,696 h                      | 5,412 km                           | 57                                 | 197,634 km/h                       | 3. April                           | Bahrain |
| 13  | 2017 | Sebastian Vettel                   | Ferrari                            | Ferrari                            | P                                  | 1:33:53,373 h                      | 5,412 km                           | 57                                 | 196,979 km/h                       | 16. April                          | Bahrain |
| 14  | 2018 | Sebastian Vettel                   | Ferrari                            | Ferrari                            | P                                  | 1:32:01,940 h                      | 5,412 km                           | 57                                 | 200,954 km/h                       | 8. April                           | Bahrain |
| 15  | 2019 | Lewis Hamilton                     | Mercedes                           | Mercedes                           | P                                  | 1:34:21,295 h                      | 5,412 km                           | 57                                 | 196,008 km/h                       | 31. März                           | Bahrain |
| 16  | 2020 | Lewis Hamilton                     | Mercedes                           | Mercedes                           | P                                  | 2:59:47,515 h                      | 5,412 km                           | 57                                 | 102,865 km/h                       | 29. November                       | Bahrain |
| 17  | 2020 | Sergio Pérez                       | Racing Point                       | Mercedes                           | P                                  | 1:31:15,114 h                      | 3,543 km                           | 87                                 | 202,513 km/h                       | 6. Dezember                        | Sachir  |
| 18  | 2021 | Lewis Hamilton                     | Mercedes                           | Mercedes                           | P                                  | 1:32:03,897 h                      | 5,412 km                           | 56                                 | 197,356 km/h                       | 28. März                           | Bahrain |
| 19  | 2022 | Charles Leclerc                    | Ferrari                            | Ferrari                            | P                                  | 1:37:33,584 h                      | 5,412 km                           | 57                                 | 189,523 km/h                       | 20. März                           | Bahrain |
| 20  | 2023 | Max Verstappen                     | Red Bull                           | Honda RBPT                         | P                                  | 1:33:56,736 h                      | 5,412 km                           | 57                                 | 196,862 km/h                       | 5. März                            | Bahrain |
| 21  | 2024 | Max Verstappen                     | Red Bull                           | Honda RBPT                         | P                                  | 1:31:44,742 h                      | 5,412 km                           | 57                                 | 201,743 km/h                       | 2. März                            | Bahrain |
| 22  | 2025 | Oscar Piastri                      | McLaren                            | Mercedes                           | P                                  | 1:35:39,435 h                      | 5,412 km                           | 57                                 | 193,493 km/h                       | 13. März                           | Bahrain |

Rekordsieger
Fahrer: Lewis Hamilton (5) • Fahrernationen: Deutschland / Großbritannien (je 6) • Konstrukteure: Ferrari (7) • Motorenhersteller: Mercedes (9) • Reifenhersteller: Pirelli (15)

### Langstreckenrennen
| Nr. | Jahr | Datum         | Team                  | Gesamtsieger                                       | Fahrzeug                | Reifen | Runden |
| --- | ---- | ------------- | --------------------- | -------------------------------------------------- | ----------------------- | ------ | ------ |
| 1   | 2012 | 29. September | Audi Sport Team Joest | Marcel Fässler André Lotterer Benoît Tréluyer      | Audi R18 e-tron quattro | M      | 191    |
| 2   | 2013 | 30. November  | Toyota Racing         | Sébastien Buemi Anthony Davidson Stéphane Sarrazin | Toyota TS030 Hybrid     | M      | 199    |
| 3   | 2014 | 15. November  | Toyota Racing         | Sébastien Buemi Anthony Davidson                   | Toyota TS040 Hybrid     | M      | 195    |
| 4   | 2015 | 21. November  | Porsche Team          | Romain Dumas Neel Jani Marc Lieb                   | Porsche 919 Hybrid      | M      | 199    |
| 5   | 2016 | 19. November  | Audi Sport Team Joest | Loïc Duval Lucas di Grassi Oliver Jarvis           | Audi R18 RP6            | M      | 201    |
| 6   | 2017 | 18. November  | Toyota Gazoo Racing   | Sébastien Buemi Anthony Davidson Kazuki Nakajima   | Toyota TS050 Hybrid     | M      | 199    |

| Jahr | Datum        | Team                | Gesamtsieger                                    | Fahrzeug            | Reifen | Runden |
| ---- | ------------ | ------------------- | ----------------------------------------------- | ------------------- | ------ | ------ |
| 2019 | 14. Dezember | Toyota Gazoo Racing | Mike Conway Kamui Kobayashi José María López    | Toyota TS050 Hybrid | M      | 257    |
| 2020 | 14. November | Toyota Gazoo Racing | Mike Conway Kamui Kobayashi José María López    | Toyota TS050 Hybrid | M      | 263    |
| 2021 | 6. November  | Toyota Gazoo Racing | Sébastien Buemi Kamui Kobayashi Brendon Hartley | Toyota GR010 Hybrid | M      | 247    |